# Daniela Galli
Daniela Salgado Galli (Campinas, 20 de maio de 1974) é uma atriz, bailarina, cenógrafa, flautista e oboísta brasileira.

## Biografia
Iniciou sua formação artística aos 5 anos, no Conservatório Musical Carlos Gomes, em Campinas (SP).
Foi flautista do Conjunto Ré-nascer de música renascentista, e oboísta da Orquestra Sinfônica Municipal de Campinas.
Formou-se em Arquitetura e Urbanismo pela Pontifícia Universidade Católica de Campinas e trabalhou como arquiteta na Holanda e na Itália. Fala inglês fluente, italiano, holandês e espanhol, além do português nativo.  Venceu o concurso nacional de esculturas para a cidade de Campinas em homenagem ao maestro Carlos Gomes com os amigos arquitetos Pedro Paulo Mainieri e Carlos Adriano Lasagna.  Suas obras podem ser vistas junto ao viaduto do Laurão em Campinas.
Em 1999, reuniu as duas dimensões profissionais – performance e arquitetura - através da atuação como cenógrafa em Nova York. Trabalhou na Broadway, no Lincoln Center for the Performing Arts e no circuito off-Broadway, com atores e diretores tais como Alan Arkin, Derek Jacobi, Matthew Broderick e Elaine May, entre outros. Estudou interpretação no HB Studios (fundado por Uta Hagen) e protagonizou peças e curta-metragens.
Em 2006, depois de sete anos em Nova York, voltou ao Brasil e estreou na televisão como a Dra. Marília em Páginas da Vida, na Globo.
Desde então, segue trabalhando em TV, teatro e cinema. Em 2009 assinou contrato com a Record, e integrou o elenco das novelas Poder Paralelo, A História de Ester, Ribeirão do Tempo, Máscaras e Pecado Mortal.
Em 2017, integrou o elenco de Malhação: Viva a Diferença na pele da grande vilã ardilosa, Malu.

## Carreira

### Televisão
| Ano     | Título                       | Papel                         | Nota                                          |
| ------- | ---------------------------- | ----------------------------- | --------------------------------------------- |
| 2006    | Páginas da Vida              | Marília                       |                                               |
| 2007    | Mandrake                     | Melissa                       | Episódio: "Brasília"                          |
| 2007    | Paraíso Tropical             | Diana                         |                                               |
| 2007    | Dance Dance Dance            | Eva de Albuquerque            |                                               |
| 2009    | Poder Paralelo               | Condessa Marina di Salaparuta | [ 10 ]                                        |
| 2010    | A História de Ester          | Rainha Vasti                  | [ 11 ]                                        |
| 2010    | Ribeirão do Tempo            | Marisa Miranda                | [ 12 ]                                        |
| 2012    | A Tragédia da Rua das Flores | Jô Lisboa                     | [ 13 ]                                        |
| 2012    | Máscaras                     | Tônia Valdez Brown            | [ 14 ]                                        |
| 2013    | Pecado Mortal                | Catarina Sofia Ashcar         | [ 15 ]                                        |
| 2014    | Plano Alto                   | Júlia                         |                                               |
| 2015    | Milagres de Jesus            | Maria Madalena                | Episódios: "Os Dois Ladrões" "A Crucificação" |
| 2017–18 | Malhação: Viva a Diferença   | Maria Luiza Becker (Malu)     |                                               |
| 2019    | A Dona do Pedaço             | Stephanie                     | Episódios: "27 de julho–2 de agosto"          |
| 2021    | Passaporte para Liberdade    | Clara Katz                    |                                               |
| 2023    | How To Be a Carioca          | Carmella                      | Episódio: "Río de Janeiro"                    |

### Cinema
| Ano  | Título                   | Papel             | Nota              |
| ---- | ------------------------ | ----------------- | ----------------- |
| 2008 | Rinha: O Filme           | Isa               |                   |
| 2008 | Linha de Passe           | Motorista do Audi |                   |
| 2011 | Malu de Bicicleta        | Mari              |                   |
| 2012 | Colegas                  | Letícia Nobell    |                   |
| 2013 | Bonitinha, mas Ordinária | Ana Isabel        |                   |
| 2014 | Cloro                    | [ 26 ]            | Curta-metragem    |
| 2015 | Meu Amigo Hindu          | Mary Flowers      |                   |
| 2016 | The American Side        | Tami              |                   |
| 2017 | O Matador                | [ 29 ]            |                   |
| 2018 | Minha Vida em Marte      | Cláudia           | Anfitriã da festa |

### Teatro
| Ano     | Título                                  | Papel          | Ref    |
| ------- | --------------------------------------- | -------------- | ------ |
| 2010—11 | PLAY - Sobre sexo, mentiras e videotape | Ana            | [ 30 ] |
| 2011—13 | Ciranda                                 | Boina/Neta     | [ 31 ] |
| 2013    | Realismo                                | Mãe de João    | [ 32 ] |
| 2016–17 | The Other Mozart                        | Nannerl Mozart | [ 33 ] |